# Shōzan-ji

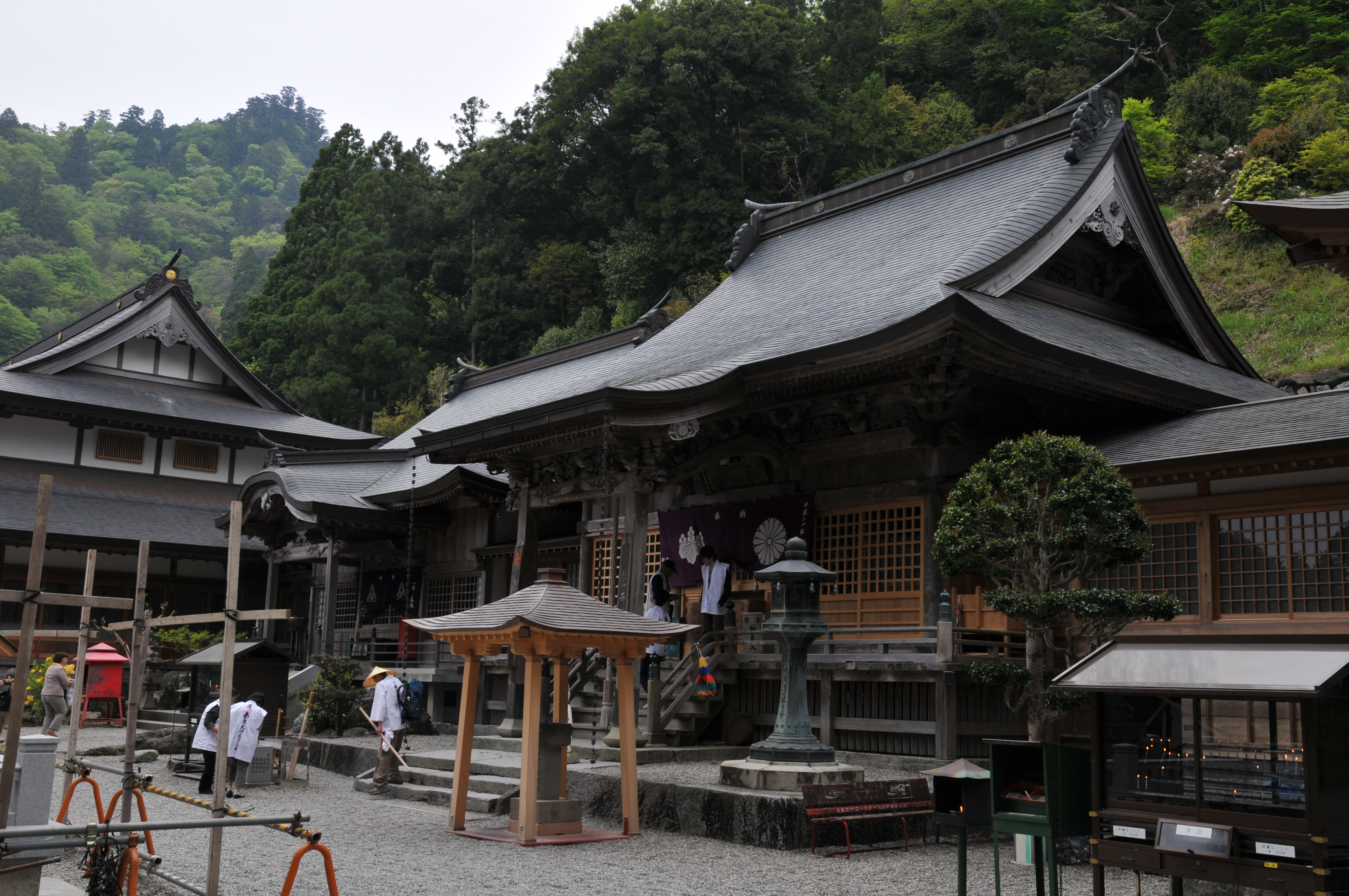
Haupthalle

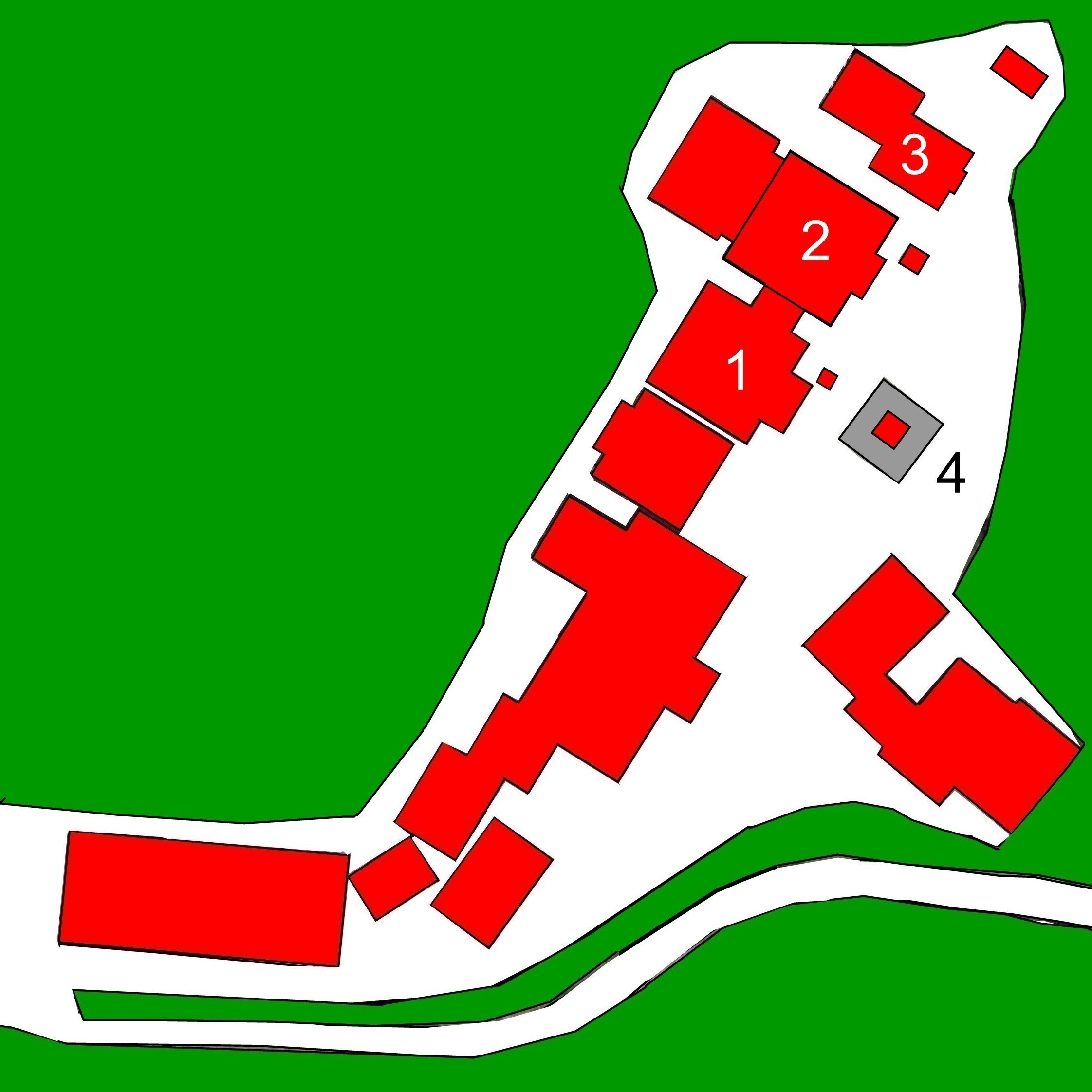
Plan des Tempels (s. Text)

Der Shōzan-ji (japanisch 焼山寺) mit dem Bergnamen Marosan (摩盧山) und dem Untertempelnamen Shōju-in (正寿院) in Kamiyama (Präfektur Tokushima) ist ein Tempel der Kōyasan-Richtung (高野山派 Kōyasan-ha) des Shingon-Buddhismus. Er liegt auf halber Höhe an der Ostseite des 938 m hohen Shōzanji-Berges und ist von mehrere hundert Jahre alten, riesigen Sicheltannen umgeben. In der traditionellen Zählung ist er der 12. Tempel des Shikoku-Pilgerwegs.

## Geschichte
Der Tempel wurde von En no Ozune (役 小角), also im 7. Jahrhundert, angelegt. Im Jahr 814 kam Priester Kūkai auf seiner Wanderung durch Shikoku hier vorbei und schnitzte den heiligen Kokūzō (虚空蔵菩薩 -bosatsu) für den Tempel, der dann dort verehrt wurde.

## Anlage
Man betritt den Tempelbereich im Osten durch das Tempeltor, das hier als „Niō-Tor“ (仁王門 Niō-mon) ausgeführt ist, mit den beiden Tempelwächtern (Niō) rechts und links vom Durchgang. Rechts geht es vor dem Tempel steil zur Ebene hinunter, auf der linken Seite folgen eine Reihe von Tempelgebäuden, bis dann die Haupthalle (本堂 Hondō; 1) erreicht ist. Dahinter folgt die Halle, die dem Tempelgründer geweiht ist, die Daishidō (大師堂, 2), hier wie üblich mit quadratischem Grundriss. Am Ende steht der kleine Jūnisha-Schrein (十二社神社 -jinja; 3), der den 12 Berggeistern gewidmet ist. Die Tempelglocke (梵鐘 Bonshō) wurde der Inschrift nach vom 2. Fürst (Daimyō) von Tokushima, Hachisuka Tadateru (蜂須賀 忠英; 1611–1652) im Jahr 1649 gestiftet.
Eine Besonderheit ist die kleine Steinpagode (4) im Stil einer Schatzpagode (多宝塔 Tahōtō), die eingefriedet auf dem Platz vor der Haupthalle zu sehen ist.

## Schätze
Der Tempel besitzt zahlreiche Schätze, darunter eine Holzskulptur des Kūkai, die im Jahr 1400 farbig gestaltet wurde. Weiter sind Schriften wie die des Tempels in fünf Bänden, verfasst zwischen 1325 und 1357 und andere Schriften wie die erwähnte Skulptur als Kulturgut der Präfektur ausgewiesen.

## Bilder

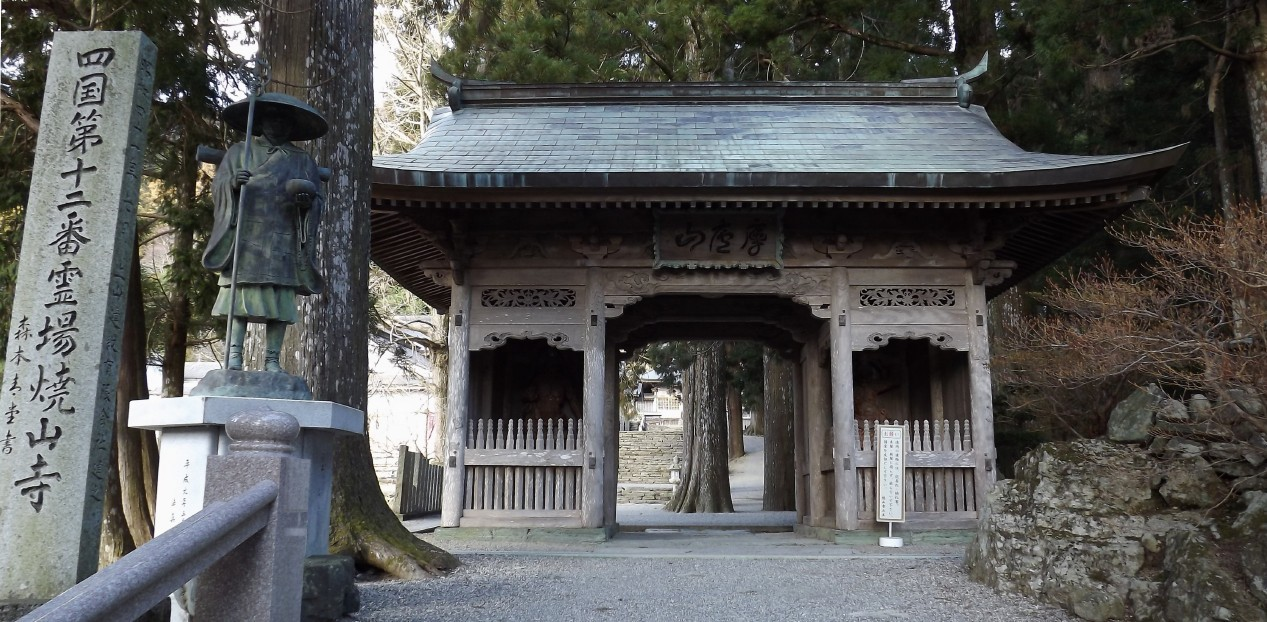
Tempeltor
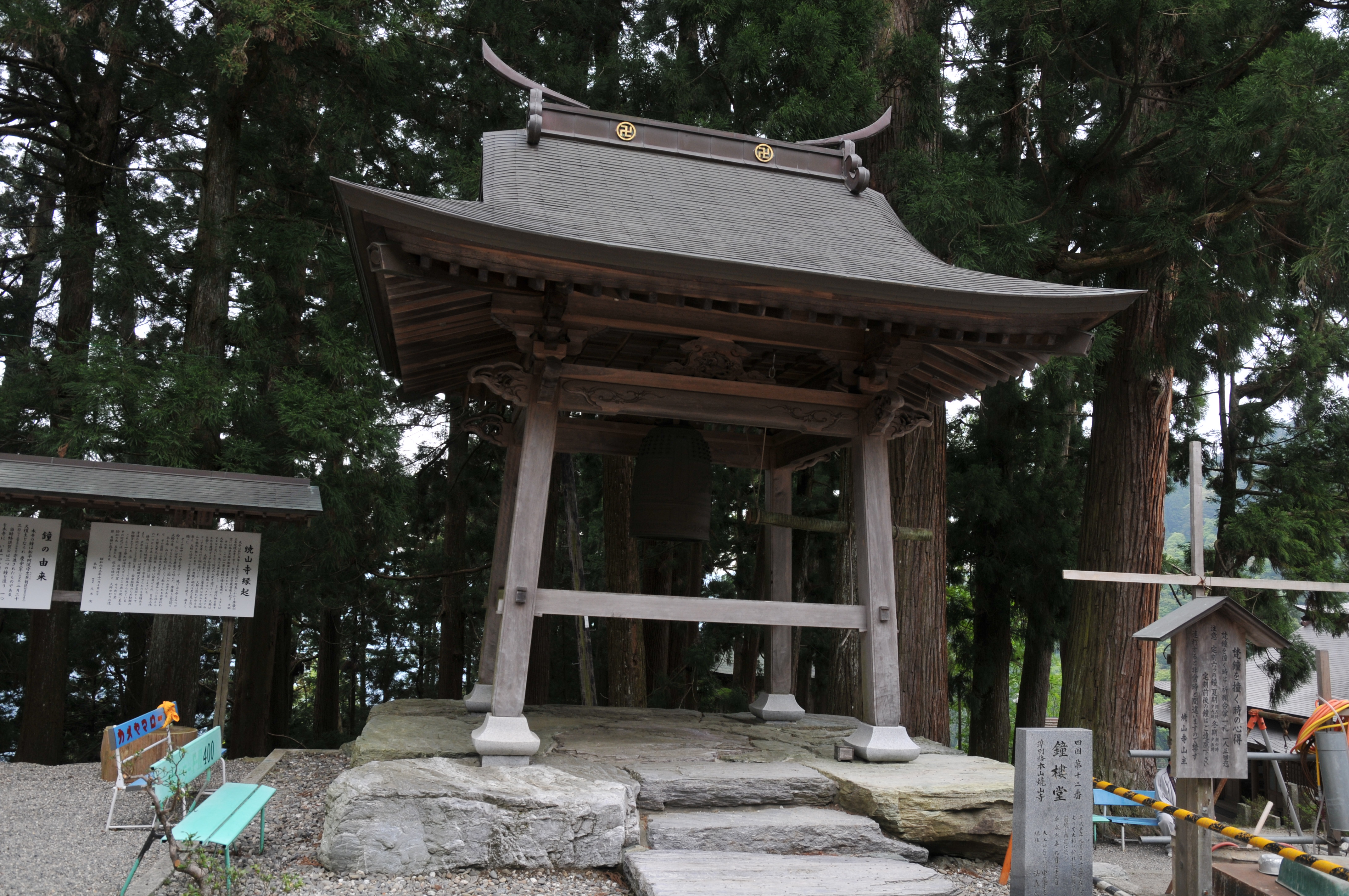
Tempelglocke
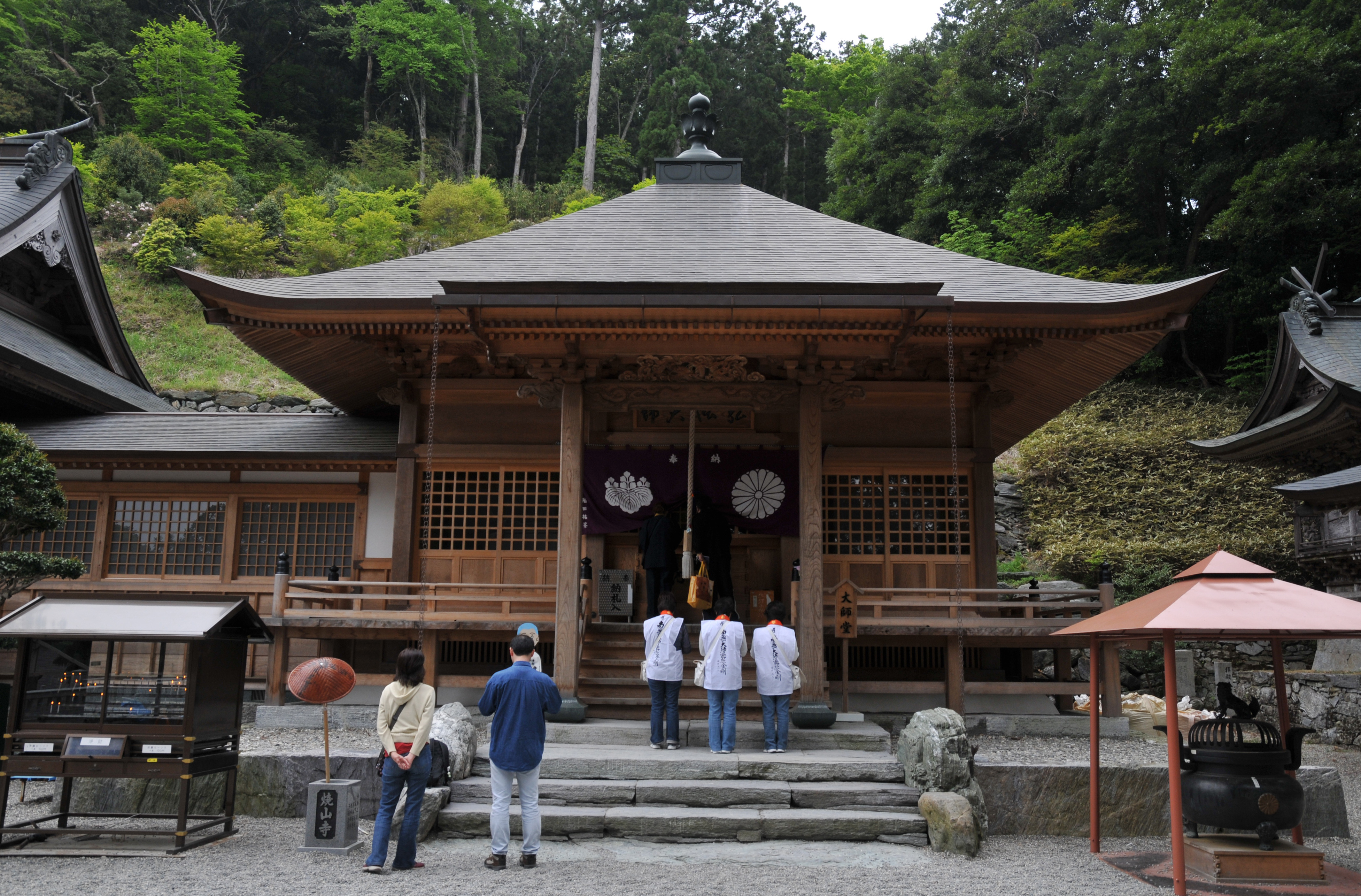
Daishidō
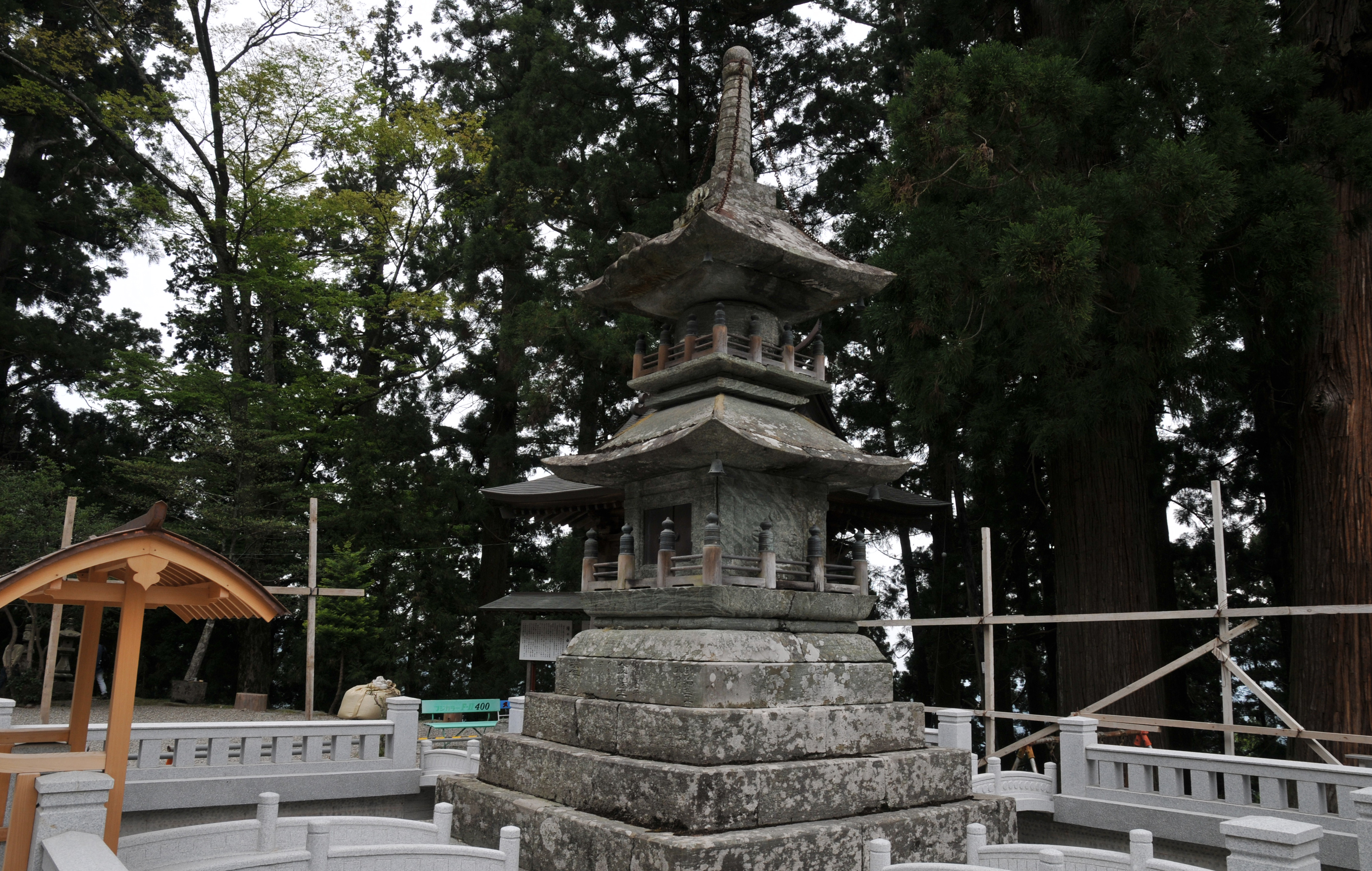
Schatzpagode aus Stein
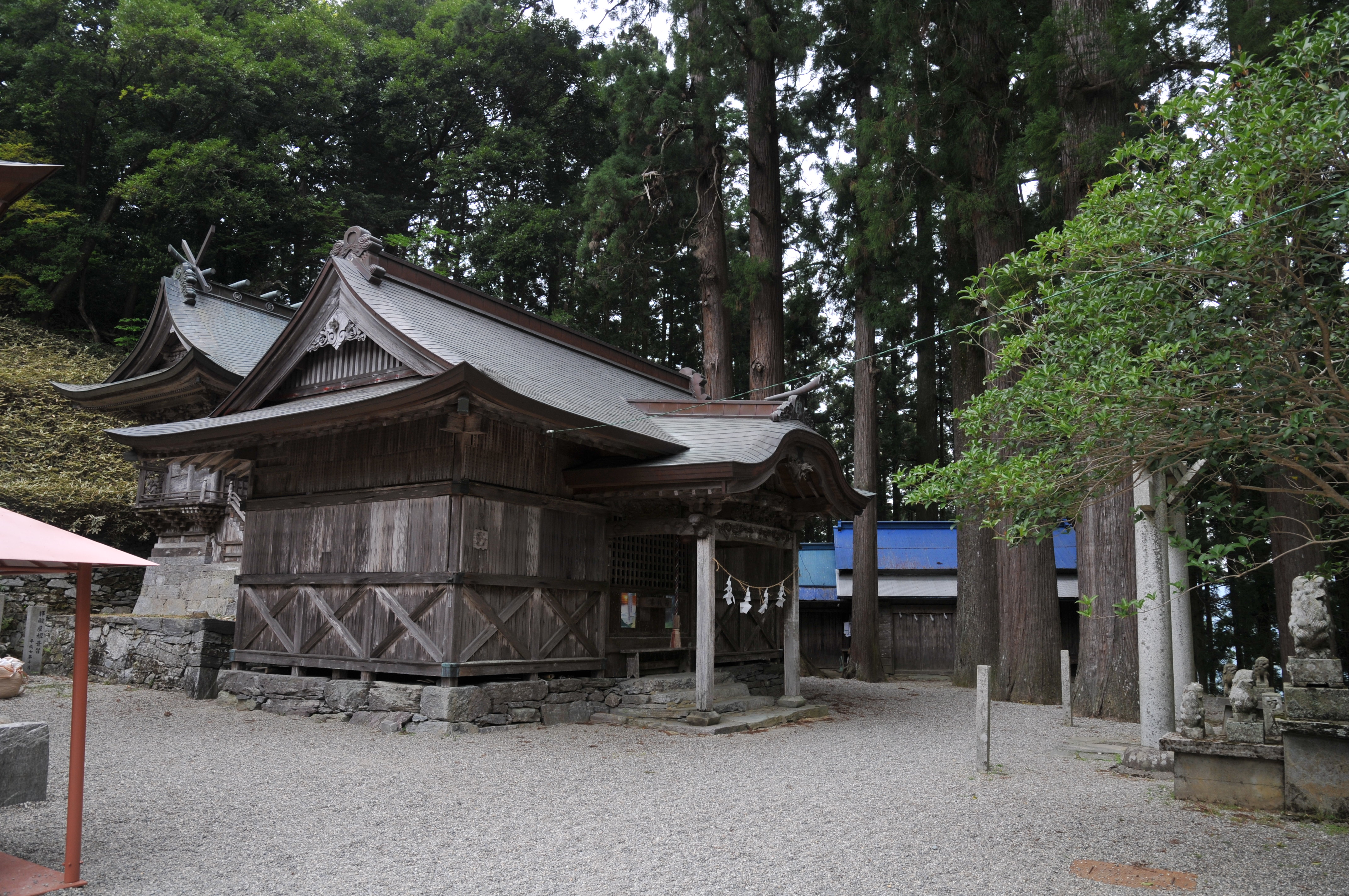
Jūnisha-Schrein